# Эпсилон-равновесие
ε-равновесие в теории игр — профиль стратегий игроков некооперативной игры, приблизительно удовлетворяющий условиям равновесия Нэша.

## Определение
Для заданной некооперативной игры и неотрицательного действительного параметра ε, профиль стратегий называется ε-равновесием, если ни один игрок не может, изменяя свою стратегию, достичь увеличения своего ожидаемого выигрыша более чем на ε. Любое равновесие Нэша представляет собой ε-равновесие для ε = 0.
Формально, пусть {\displaystyle G=(N,A=A_{1}\times ...\times A_{N},u:A\rightarrow \mathbb {R} ^{N})} — игра N лиц со множествами стратегий игроков {\displaystyle A_{i}} и вектором функций выигрыша u. Набор стратегий {\displaystyle \sigma \in \Delta =\Delta _{1}\times ...\times \Delta _{N}} является {\displaystyle \epsilon }-равновесием в игре G, если:
{\displaystyle u_{i}(\sigma )\geq u_{i}(\sigma _{i}^{'},\sigma _{-i})-\epsilon } для всех {\displaystyle \sigma \in \Delta ,\sigma _{i}^{'}\in \Delta _{i}}

## Пример
Понятие ε-равновесия используется в теории стохастических игр с неограниченным числом повторений. Следующие примеры демонстрируют игры, не имеющие равновесия Нэша, но обладающие ε-равновесием для любого положительного ε.
Простейшим примером является следующий вариант игры «Орлянка», предложенный Г. Эвереттом. Игрок 1 выбирает сторону монеты, игрок 2 должен её угадать. Если игрок 2 угадывает правильно, он выигрывает эту монету и игра завершается. В противном случае, если был загадан «орел», игра заканчивается с нулевыми выигрышами, если была загадана «решка», игра повторяется. При бесконечном повторении игры оба участника получают нулевые выигрыши.
Для любого ε > 0 и профиля стратегий, при котором игрок 2 называет «орел» с вероятностью ε и «решку» с вероятностью 1-ε (на любом шаге игры, независимо от предыстории), является ε-равновесием в этой игре. Ожидаемый выигрыш игрока 2 при этом не менее 1-ε. Однако, нетрудно видеть, что ни одна стратегия игрока 2 не может гарантировать ожидаемый выигрыш, равный 1. Следовательно, данная игра не имеет равновесия Нэша.